# Dorfkirche Berlin-Rosenthal

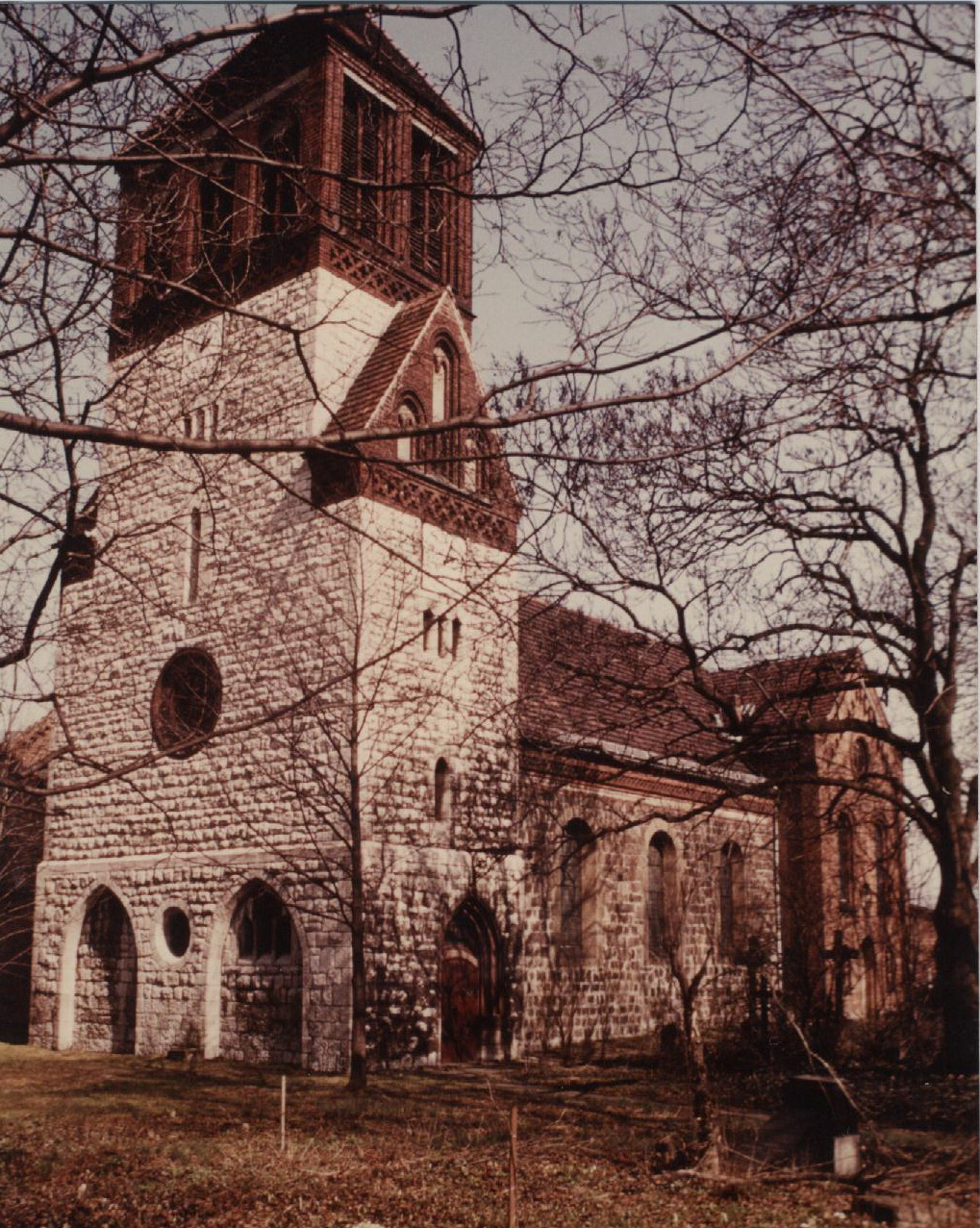
Feldsteinkirche Rosenthal

Die Dorfkirche Berlin-Rosenthal steht in der Hauptstraße 149 im Berliner Ortsteil Rosenthal. Sie wurde um 1250 erbaut und ist das älteste noch erhaltene Gebäude des Ortsteils.

## Baugeschichte
Um 1350 errichteten die Einwohner eine Saalkirche aus Feldsteinmauerwerk. Die auf den Feldern das Pflügen behindernden Lesesteine wurden sorgfältig gequadert. Dies ist ein Kennzeichen der Spätromanik ebenso wie das auf der Südseite noch erkennbare zugesetzte Rundbogenportal.

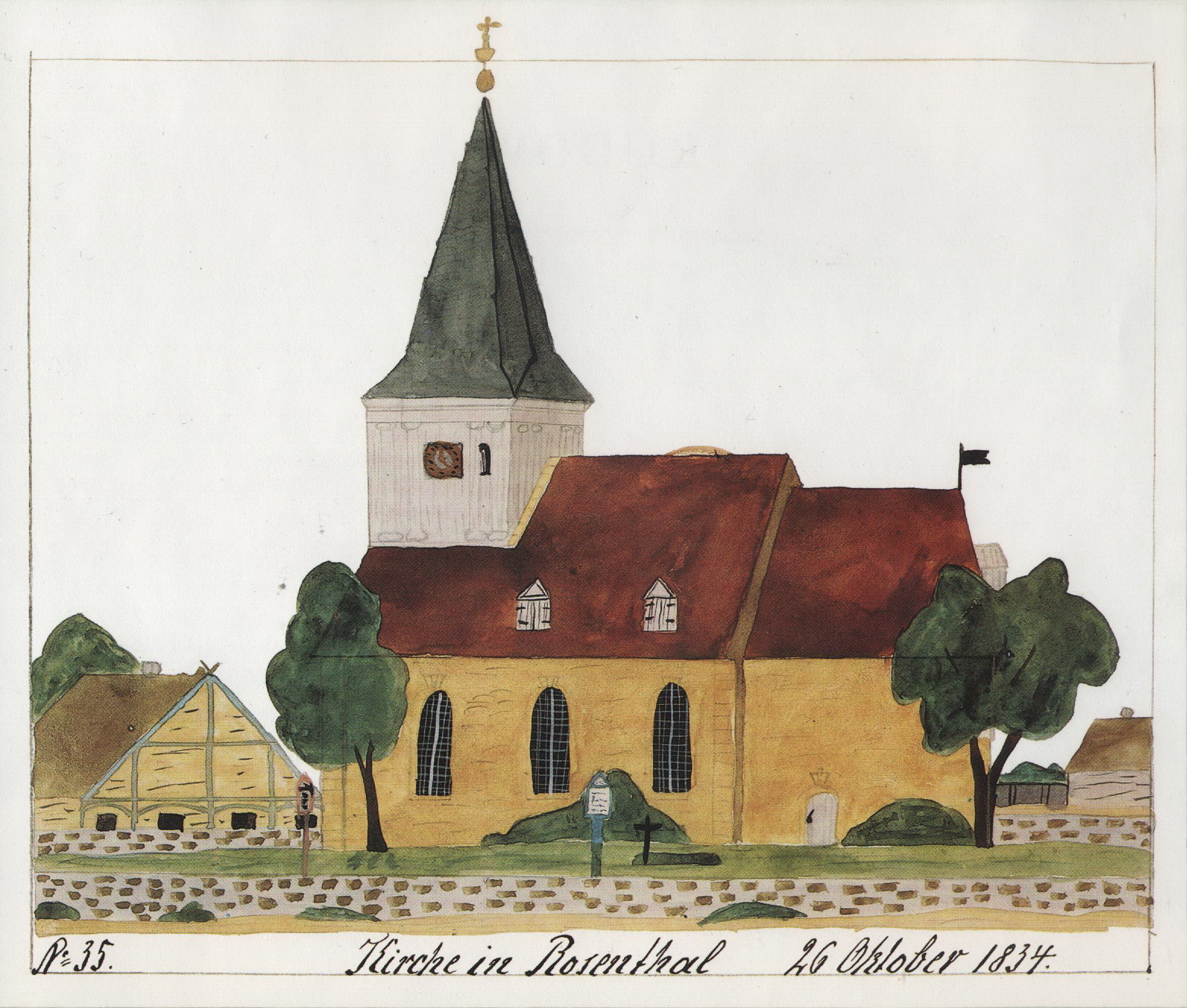
Dorfkirche Rosenthal 1834

Im Jahr 1705 wurde ein Chor in barocker Gestaltung angefügt, ebenso ein verbretterter Dachturm mit Kreuz und Krone. Ein Querschiff mit Apsis und flankierenden Treppentürmen aus gelben Backsteinen in historistisch-romanischer Gestaltung ersetzte 1888 diesen Chor. Schließlich erhielt die Rosenthaler Kirche 1902/1903 einen aufwändigen Turmanbau. Dessen unterer Teil besteht aus weißem Kalkstein und erinnert an einen Westbau mit Überbreite. Der obere Teil über den eingezogenen Schultern besteht aus rotem Backstein in gotischen Formen. 1902 erhielt die Kirche auch eine Orgel der Gebrüder Dinse. Ihre Disposition kann bei Orgel Databank eingesehen werden.
Nach dem Ende des Zweiten Weltkriegs hat die Kirchengemeinde sehr rasch umfangreiche Schäden am zerschossenen Turm reparieren lassen, er trägt jetzt ein – dem Gesamtbau angemesseneres – schlichteres Dach. Neue Glocken wurden anstelle der seinerzeit beschlagnahmten angeschafft. In den 1960er Jahren wurde eine Restaurierung des Innenraums vorgenommen. Die Buntglasfenster wurden durch weißes Glas ersetzt. Die teilweise noch vorhandene Bemalung wurde überstrichen, insgesamt erhielt die Kirche eine nüchternere Ausstattung. Der Innenraum wurde heller, als die Emporen rechts und links des Altarvorraums herausgenommen wurden. Die Orgel aus der Umbauzeit ist erhalten geblieben.

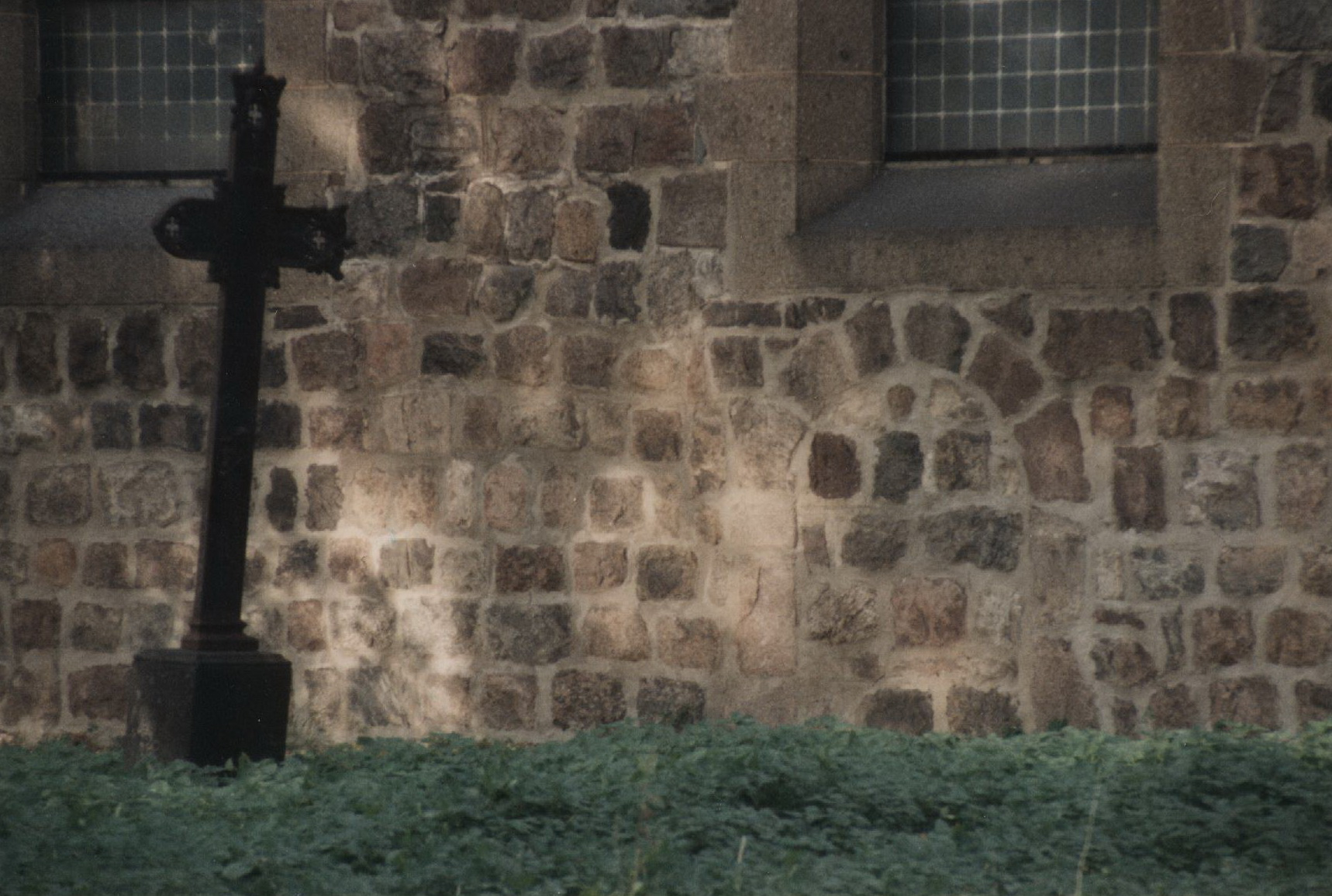
Südwand der Kirche mit zugesetztem Rundbogenportal

Nach der politischen Wende belastete der enorm zunehmende Schwerlastverkehr die Hauptstraße neben der Kirche stärker. Aus diesem Grund musste das Fundament alsbald aufwendig stabilisiert werden, die verputzten Risse in der Südmauer sind noch zu sehen. Umfangreiche Renovierungsarbeiten des wenig einladenden Innenraums sind abgeschlossen. Wegen fehlender finanzieller Mittel wurde allerdings noch nicht alles repariert (Stand 2010).
Koordinaten: 52° 35′ 58,2″ N, 13° 22′ 40,8″ O